# Újmagyar nyelv (Mézga család)
Az újmagyar mesterséges nyelvet a Romhányi József – Nepp József alkotópáros alkotta. A Mézga család című rajzfilmsorozatban használják a 30. századi Magyarországon, a magyar nyelv új formájaként.
Az újmagyarban nincsenek ragok, a magyar szavaknak csak az első szótagját használják, ugyanazt a ragozott alakok értelmében is.
Néha az érthetőség végett a következő szótag elején levő mássalhangzó(ka)t is az egyetlen szótaghoz kapcsolják. Több szótagos szavakat leírva – tulajdonneveken kívül – esetleg csak a hivatalos nyelvben találunk, a félreértés elkerülése végett.
A felszólító mód a példákban látható. Névelők nincsenek, igekötőket is csak akkor használnak, ha anélkül más értelme lenne az igének. A nyelv nagyon egyszerű: Aladár érti, de az apja nem.

## Példák
- üki = ükapa
- köbüki = ükapa ükapjának az ükapja (a filmben MZ/X nevezi így 20. századi ősét, Gézát)
- MZ/X ük-köb unok hár-ix-esz = Mézga törve X-szel, a 30. ükunoka a 30. századból.
- id kibőv kész = Időkibővítő készülék alapján.
- rákszmih torvár, a tan szob ér kész = Rákosszentmihályi toronyvárosból. A tanulószobámban érettségire készülök.
- atkor tört tan = Atomkori történelmet tanulok.
- öt-köb = (öt a köbön) 125
- nyolc ál negy gim köt = Nyolcvan általános és negyven gimnázium kötelező.
- ak nyav! = Akarja a nyavalya!
- tes, röv. = Tessék, röviden.
- me ker lex = Megkeresem a lexikonban.
- telev, atom fémkasz, kacs? = Televízió, atomkori fémkaszni, kapcsolási rajzod van?
- átkapcs besz ford gondolv. = Átkapcsolok beszédfordításról gondolatolvasásra.
- advev kikapcs, viszlát = Adóvevőt kikapcsolom, viszontlátásra.
- má ker, ioszf zav! = Már kerestelek, de ionoszféra-zavarok voltak.
- kapcs ford = Kapcsolok fordításra = Kapcsolj fordításra!
- marha barom = Maradéktalanul hallom, barátom, rokonom.
- te kerge birka = Tegnap kerestelek, de gerjedt, nem bírtam kapcsolni.
- hasz ut mellé mafor = Használati utasítás mellékelve, ómagyar fordításban.
- mi új? = Mi újság?
- ug pad! = Ugorj a padlóra!
- in más szob! = Indulj a másik szobába!
- szőny felcs! = Csavard fel a szőnyeget! (takarítás előtt)
- mos pad! = Mosd fel a padlót!
- abhagy! = Abbahagyni! = Hagyd abba!
- ajt mos! = Mosd le az ajtót!
- abl puc! = Pucolj ablakot!
- tör fal! = Törd (át?) a falat! – A törlésre más szavakat kell használni, például tisz(tít), súr(ol), sik(ál), mos! Vagy az érthetőség kedvéért teljesen ki kell mondani. Ugyanilyen félreérthető a por igekénti használata is: ’portalanít’ (= port letöröl valahonnan) vagy ’porít’ (= porrá zúz)?
- vissz fal! törmel tak! = Falazd vissza és takarítsd el a törmeléket!
- ved kér = Egy vedret kérek!
- bocs, rög jöv = Bocsánat, rögtön jövök.
- kösz! = Köszönöm!
- in kony ed mos! = Indulj a konyhába és mosogasd el az edényeket!
- korszer(ű)pofa = Korsót, szervizt, poharat a falhoz!
- ber tus ka = berendezést tuskóvá kalapálj!
- ug abl! = Ugorj az ablakra!
- át ér, bol va, bár ké = Átmentem az érettségin, boldog vagyok, bármit kérhetsz.
- memumo = Meteoro-muto-motor
- dermel, hifa = Derűs, meleg; hideg, fagyos
- hazmér kész = Hazugságmérő készülék.
- küld fénypost = Küldöm fénypostával.
- MZ/X/2 robhely, vár ut = MZ/X/2 robothelyettes, várom az utasítást.
- fek bet va, orv kez = Fekvőbeteg vagyok, az orvos kezeli.
- orv kit, fél lehú = Az orvosság kitűnő, félig lehúztam!
- valódi kisüsti = Vadul lódíts kisebb üstökös irányába.
- átmen kikapcs for, vissz kész múl, közkor = Átmenetileg kikapcsolom a fordítást, visszakészítem a múltat, a középkort.
- tihá = Tizenhárom.
- akerkiter = Akaraterő-kitermelő.
- féreg a kertemben = Félek reggel a kerületi temetőben.
- mar ot gyáv kuty! = Maradj otthon, gyáva kutya!
- gazember = Gazdaság-emelési berendező.
- gól fól = Góliát-fólia.
- növ serk bes kész = Növekedésserkentő besugárzó készülék.
- tal tul ter, ágy trágy = Talajtulajdonság-terítő és ágyástrágyázó.
- sej fel sug = Sejt fejlesztő sugárzás.
- szür ké = Szüretkész.
- herherkukugkérférmér = Hernyóhergelő, kukacugrasztó kéregféregméreg.
- sugvesz, védölköt = Sugárveszély, védőöltözet kötelező.
- sugvesz fer = Sugárveszély fertőzés
- elhang szir szon turb exkav, op het né köb = Elhangzott sziréna szonáta turbinára és exkavátorra, opus 74 a köbön.
- MZ/X/B rob-hely, kics vár, MZ/X gőzfür va, massz gép műk = MZ/X/B robothelyettes, kicsit várni kell, MZ/X gőzfürdőben van, masszírozó gép működik.